# Prasinocyma phyllosa
Prasinocyma phyllosa là một loài bướm đêm trong họ Geometridae.